# Лаги (Анкона)
Лаги је насеље у Италији у округу Анкона, региону Марке.
Према процени из 2011. у насељу је живело 54 становника. Насеље се налази на надморској висини од 37 м.